# Microdytes uenoi
Microdytes uenoi är en skalbaggsart som beskrevs av Satô 1972. Microdytes uenoi ingår i släktet Microdytes och familjen dykare. Inga underarter finns listade i Catalogue of Life.